# NGC 1798
NGC 1798 је расејано звездано јато у сазвежђу Кочијаш које се налази на NGC листи објеката дубоког неба.
Деклинација објекта је + 47° 41' 44" а ректасцензија 5h 11m 39,3s. Привидна величина (магнитуда) објекта NGC 1798 износи 10,0. NGC 1798 је још познат и под ознакама OCL 410.